# Keydets de VMI
Les Keydets de VMI sont les équipes sportives universitaires qui représentent l'Institut militaire de Virginie. Tous les sports participent à la Division I de la NCAA et tous sauf quatre participent à la Southern Conference (les exceptions étant la natation et la plongée hommes et femmes à l'America East Conference et le water-polo à la Metro Atlantic Athletic Conference et le tir au Mid-Atlantic Rifle Conference). VMI présente des équipes dans seize sports différents, dix pour les hommes et six pour les femmes. 
En particulier, VMI est l'une des deux seules écoles de la Division I à ne pas parrainer de basket-ball féminin. L'autre est un membre de la Conférence du Sud et un ancien collège militaire, The Citadel. 

## Sports de l'université
Membre de la Southern Conference, VMI parraine des équipes dans onze sports de la NCAA pour hommes et sept pour femmes avec les programmes de natation et de plongée en compétition dans la Coastal Collegiate Sports Association et le water-polo dans la Metro Atlantic Athletic Conference. 

### Football américain

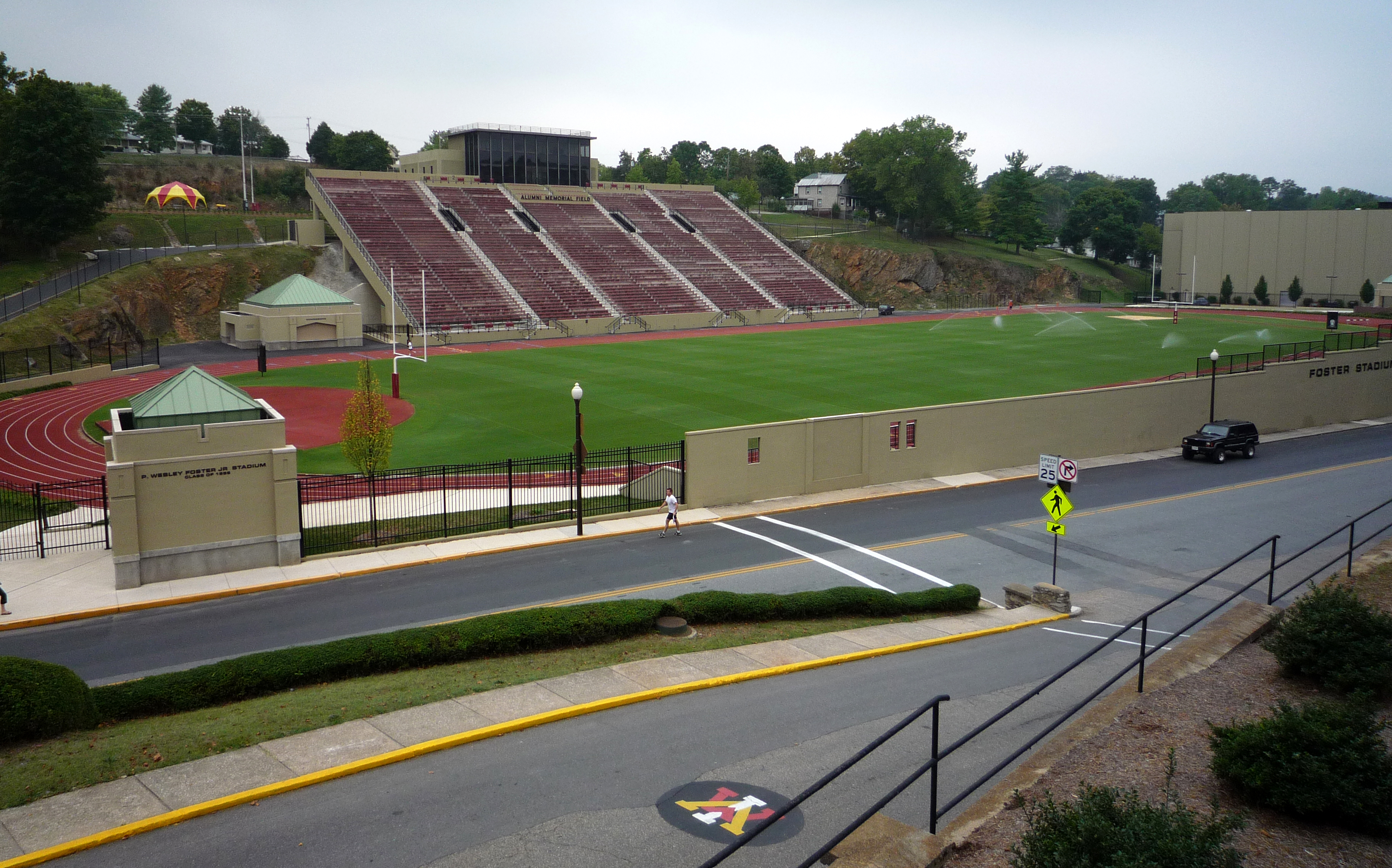
Alumni Memorial Field

L’histoire du football américain remonte à 1891 avec la formation d’une équipe sous Walter Taylor. Aujourd’hui, les Keydets jouent au Alumni Memorial Field de 10 000 places, comme ils l’ont fait depuis 1962. Sparky Woods est l’entraîneur actuel. Il a été nommé 30e entraîneur de VMI le 13 février 2008. Woods a remplacé Jim Reid, qui est parti entraîner pour les Dolphins de Miami. Les Keydets sont toujours à la recherche de leur première saison victorieuse depuis 1981.

### Basket-ball
Les plus célèbres pour les Keydets étaient en 1976 et 1977. La première année, VMI a fait leur chemin vers l'Elite 8 dirigée par le futur Laker Ron Carter. Les Keydets l’emportèrent sur le Tennessee et DePaul, avant de s’incliner devant Rutgers, 91-75. Cependant, ils n’auraient pas à attendre longtemps pour une autre chance. La saison suivante, VMI a devancé Duquesne pour arriver à la Sweet Sixteen. La deuxième manche du tournoi Keydets a vu une défaite 93-78 face à Kentucky. Depuis lors, VMI n’a pas gagné un championnat de conférence ou fait une apparition au tournoi NCAA.

### Baseball
Le baseball est le sport le plus ancien de l’IMV, lorsque l’équipe a été formée en 1866. Les statistiques enregistrés ne remontent qu’à 1951, lorsque l’équipe était sous le commandement de Frank Summers. Depuis 2004, les Keydets s’entraînent avec Marlin Ikenberry. VMI a été finaliste SoCon à de nombreuses reprises, mais n’a jamais gagné un championnat SoCon et n’a pas gagné un championnat Big South.

### Lutte
Pendant 25 ans, VMI a été entraîné par John Trudgeon, un diplômé de William and Mary, et est assisté par Chris Skrtetkowicz et Jon Kemmerer, deux américains qui ont lutté pour l’Institut. En 1994, dans la Division I des championnats de lutte, Charlie Branch a terminé quatrième de sa catégorie. Leslie Apedoe a terminé sixième des poids lourds dans le tournoi 1999.